# 華發股份
华發股份（上交所：600325）是一家集地产、物业管理为一体的上市集团公司。

## 历史
1992年8月经国家工商行政管理总局批准正式成立（前身于1980年成立），2004年于上海证券交易所正式挂牌上市。公司总部位于广东省珠海市拱北昌盛路。旗下拥有鸿景花园、华發新城、华發世纪城、华發水郡、华發生态庄园、華發觀山水 等珠海楼盘。2010年至2011年，华发股份入选著名财经杂志《财富》公布的“中国500强排行榜”之一。华发股份在广东中山、广西南宁、辽宁沈阳、大连、内蒙古包头等地均设有子公司。

## 外部参考
1. ↑  珠海华發实业股份有限公司简介 （页面存档备份，存于）证劵之星网（简体中文）
2. ↑  《财富》中国500强排名出炉 珠海格力和华發上榜 （页面存档备份，存于）中国经济网（简体中文）